# 默瑟冰流
84°50′S 145°00′W / 84.833°S 145.000°W
默瑟冰流（英語：Mercer Ice Stream）是南極洲的冰流，位於瑪麗伯德地，流經威蘭斯冰流以南，最終注入羅斯冰架，由美國研究隊繪入地圖，現時由南極條約體系管理。